# 산 카를로스 대학 박물관
산 카를로스 대학 박물관(University of San Carlos Museum)은 필리핀에서 가장 오랜 전통을 자랑하는 산 카를로스 대학 부속의 박물관으로 비사야 지방에서 출토된 많은 출토품이 전시되어 있다. 1595년에 창립되었으며, 자연과학관에는 동·식물, 해양생물, 나비 등 진귀한 것이 많아 아주 흥미진진하게 관람할 수 있다.